# Supermercado cooperativo participativo

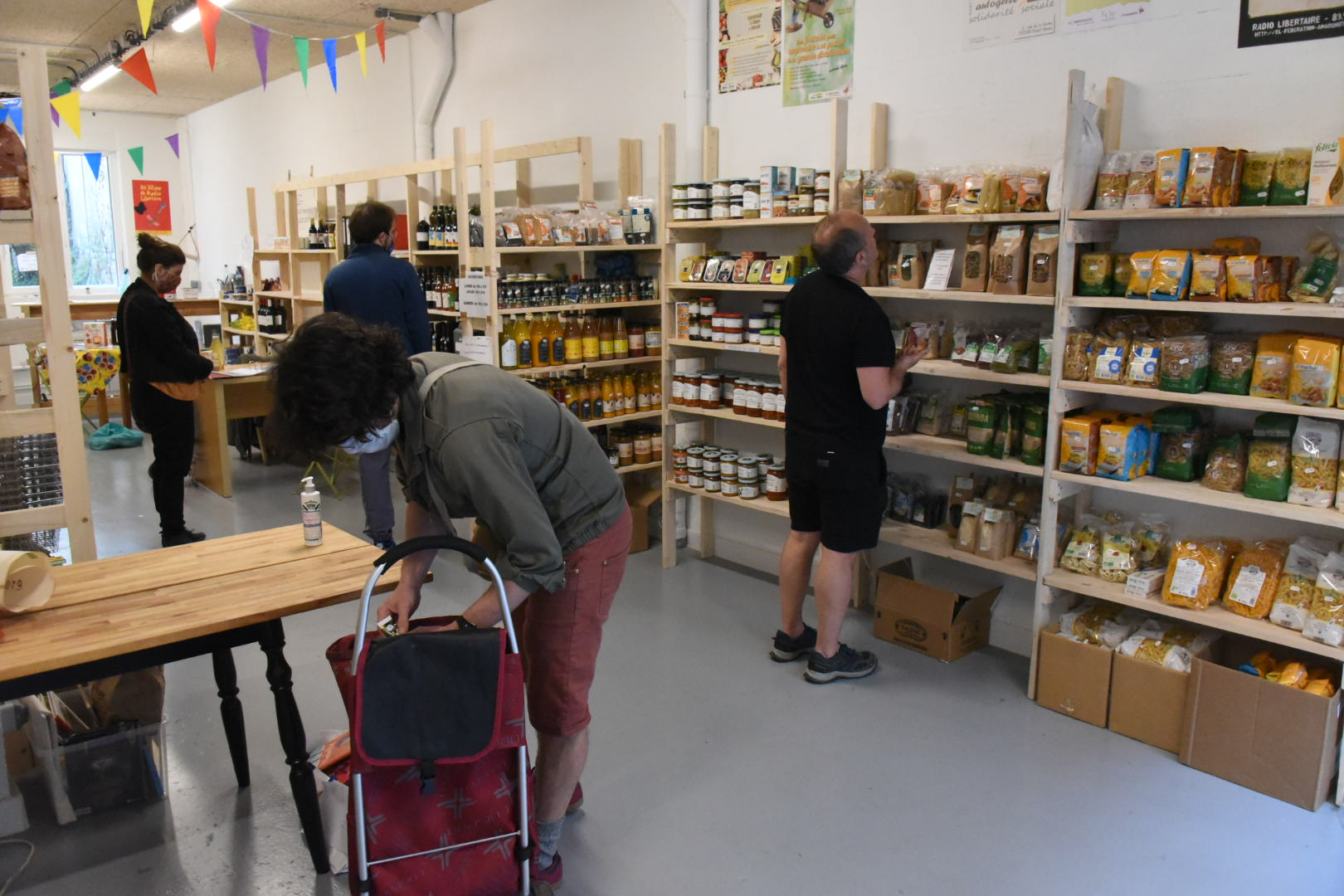
Imagen de una tienda de alimentación cooperativa.

Un supermercado cooperativo participativo o supermercado cooperativo colaborativo es una tienda de venta al por menor, constituida jurídicamente como cooperativa o asociación de consumo. Se diferencia de un supermercado clásico en que los clientes son los copropietarios o socios de dicho supermercado, y que es autogestionado por los socios que asumen su funcionamiento aportando algunas horas de colaboración cada mes. Son supermercados sin ánimo de lucro pero con un fin social, buscando un reparto económico justo tanto para los proveedores como los consumidores en los que recae el poder de decisión. Buscan también mejorar la alimentación de sus miembros ofreciendo productos de mayor calidad, más sostenibles y saludables. Su oferta suele incluir en su mayoría productos ecológicos, productos locales y de comercio justo, además de productos convencionales. 

## Histórico
Este modelo nació en 1973 en Brooklyn (Nueva York), cuando Joe Holtz y unos diez vecinos del barrio de Park Slope decidieron establecer una cooperativa participativa que llamaron Park Slope Food Coop (PSFC). La idea era abastecerse de productos alimentarios de calidad y de cercanía a precio asequible. Abrieron una tienda en 1973 con unos cientos de personas. En 2021 cuentan ya con más de 12.000 socios y socias. Con una facturación de 56 millones de dólares (45 millones de euros) en 2017, la cooperativa es el supermercado con más rentabilidad por metro cuadrado de Estados Unidos. Su modelo participativo, en el que el 75% de las tareas las llevan a cabo los socios y socias de manera voluntaria, permite abaratar la cesta de la compra entre un 20% y un 40%. En Estados Unidos también existen otros supermercados cooperativos de tamaño más pequeño.
En 2011 los supermercados cooperativos participativos dieron el salto a Europa, concretamente a París (Francia). La Louve, el primer proyecto de supermercado cooperativo participativo europeo, fue fundado por dos estadounidenses cofundadores de la coop de Park Slope, quienes replicaron en París el modelo de Park Slope Food Coop. La Louve abrió sus puertas en noviembre de 2016. A principios de 2019 contaban con 9.000 miembros de los cuales 4.500 están activos. Durante este proceso, los fundadores filmaron un documental llamado Food coop, donde contaban cómo funcionaba Park Slope Food Coop. Gracias a este documental, que se proyectó en numerosas ciudades francesas, desde 2015 y hasta 2021 se han creado más de 40 proyectos de supermercados cooperativos en el país.
En España la aparición de los supermercados cooperativos participativos comenzó en 2017 con la creación de varios grupos promotores a raíz de la proyección del documental Food Coop en diversas ciudades. En 2018 se fundó Som Alimentació, el primer supermercado cooperativo en Valencia, y en 2020 abrió La Osa en Madrid, que siguen el modelo participativo de La Louve. En los años siguientes han ido apareciendo nuevos proyectos hasta contar 11 supermercados cooperativos a principios de 2022.
En el resto de Europa también existen supermercados cooperativos, como en Bruselas, Berlín o en Bolonia, aunque fuera de Francia y España este modelo todavía no está muy extendido.

## Funcionamiento
Cada supermercado funciona independientemente pudendo haber ciertas diferencias en el modelo particular de cada proyecto, pero comparten principios como la ecología, el desarrollo local sostenible y la Economía
Social y Solidaria.
De manera general, para poder realizar compras en el supermercado, primero hay que hacerse socio o socia de la cooperativa que lo gestiona adquiriendo participaciones del capital social (generalmente entre 50€ y 100€. Luego, todo cooperativista tiene que participar 3 horas cada 4 semanas en la realización de las tareas del supermercado (recepción de pedidos, atención en caja, reposición, limpieza, administración…). Esta participación permite reducir los gastos y, por lo tanto, poner precios asequibles.
Los supermercados cooperativos son autogestionados, no sólo porque son los socios los que realizan las tareas cotidianas sino también porqué las grandes decisiones se toman colectivamente y democráticamente en asambleas generales donde se aplica el principio de 1 cooperativista = 1 voto independientemente de las participaciones adquiridas por cada socio o socia.

## Lista

### En España
- A Vecinal, en Zaragoza. Inaugurado en 2019.
- Artiga Coop, en Olot (Girona). Inaugurado en 2021.
- bioTrèmol, con tiendas en San Vicente del Raspeig y Concentaina (Alicante), y en Yecla (Murcia).
- Biolíbere, en Getafe.
- FoodCoop BCN, en Barcelona, en proceso de apertura prevista para 2022.
- La Feixa, en Mataró (Barcelona). Inaugurado en 2020.
- LA OSA,[6] en Madrid.
- Som Alimentació, en València. Inaugurado en 2018.
- Supercoop Manresa, en Manresa (Barcelona). Inaugurado en 2021.
- Terranostra, en Palma de Mallorca. Inaugurado en 2020.

Además, existen otros proyectos similares a los supermercados cooperativos que funcionan como asociaciones o cooperativas de consumo de tamaño mediano y grande. En este caso las y los miembros no realizan
- Landare, en Pamplona (Navarra). Inaugurada en los años 90, es la asociación de consumo más grande de toda España con dos tiendas y más de 3.500 socios y socias.
- Bioalai, en Vitoria (País Vasco). Inaugurada en los años 90, es la segunda asociación de consumo más grande de toda España con una tienda y más de 1.600 socios y socias.
- Labore Oiartzun, en la comarca de Oiartzun (Guipúzcoa). Inaugurada en 2017, es una asociación de consumo con más de 1.000 miembros y una tienda.
- Labore Bilbo, en Bilbao (País Vasco). Inaugurada en 2018, es una asociación de consumo con más de 500 miembros y una tienda.

### En Estados Unidos
- Park Slope Food Coop (PSFC), abierto desde 1973. Cuenta con 17.000 socios y socias y 1.700 m² de superficie (de lo cuales 521 m² están dedicados a la venta); tiene 15.000 referencias de productos.
- Bushwick Food Cooperative, fundada en 2010 en New York (Bushwick, Brooklyn).

### En Francia
Abiertos en formato supermercado (superior a 400M2)
- La Louve, en París. El primer supermercado cooperativo francés que impulsó otros proyectos en Francia y Europa. Fue inaugurado en noviembre de 2016.
- Superquinquin, en Lille. Primer supermercado de transición que abrió sus puertas en abril de 2017.
- La Cagette, en Montpellier, inaugurado en septiembre de 2017, cuenta con un local de 400 m².
- La Fourmilière, en St Etienne, abrió en abril de 2019 y tiene 300 m² de superficie de venta.
- Scopéli, en Nantes, abrió en abril de 2019 y tiene 440 m² de superficie dedicada a la venta.
- La Coop sur Mer, en Toulon, abrió en diciembre de 2020 y tiene 446 m² de superficie dedicada a la venta.

Abiertos en formato minisúper (inferior a 400 m²)
- La Grande Epicerie Générale, en Nancy.
- Super Cafoutch, en Marsella.
- L'élèfàn, en Grenoble.
- SuperCoop, en Burdeos.
- La Chouette Coop, en Toulouse.
- Les Oies Sauvages, en Colmar.

Proyectos
- La Meute, en Grasse.
- Otsokop, en Bayona.
- Ti Coop, en Brest, cuya apertura está prevista durante el primer trimestre de 2020.
- Ma Coop, en La Rochelle

### Resto de Europa
Bélgica
- Beescoop, en Bruxelles (Schaerbeek).
- L'Epi, en Bruxelles (Uccle).

España
Los proyectos de España tienen sus raíces en iniciativas que arrancan a principios de los años 90 cuando varios grupos de personas en Pamplona (Landare) o Vitoria (Bio Alai) se juntan para buscar una forma de abastecerse para consumir productos ecológicos. Siguen activas estas asociaciones (3.600 participantes en Landare y 1.200 en Bio Alai). Siguiendo a estas iniciativas agroecológicas, desde 2018, se han constituido varios grupos promotores y cooperativas en Barcelona (Food Coop BCN), Bilbao (Labore), Madrid (LA OSA y Biolibere), Mallorca, Manresa (Supercoop), Mataró (La Feixa), Valencia (Som Alimentació) y Zaragoza (A Vecinal)·.
Austria
Se han constituido diferentes Foodcoops (cooperativas de alimentación) con un modelo original en toda Austria. Las compras se hacen principalmente en línea con una aplicación accesible desde internet. Cada miembro de una Foodcoop debe ser voluntario durante algunas horas al mes para la Foodcoop. Los productos pedidos (orgánicos y regionales) son entregados por el mayorista una vez por semana. Los miembros de cada Foodcoop acuden a recoger sus productos una vez por semana al almacén de su Foodcoop; pagan sus productos en línea y además contribuyen con una cantidad de dinero al año para la administración de su Foodcoop. Las reuniones de miembros se llevan a cabo desde dos veces al año hasta una vez al mes (dependiendo de cada Foodcoop) para hablar y atender las necesidades de los miembros y de las cooperativas.